# Marie Lannelongue
Pour les articles homonymes, voir Lannelongue.
Marie Lannelongue, née le 10 avril 1836 à Rouenet morte le 1er juin 1906 à Paris, est une philanthrope française.

## Biographie
Née Marie Cibiel, fille de Vincent Cibiel et petite-fille d'Henry Barbet, elle est issue d'une famille bourgeoise solidement implantée dans le commerce et l'industrie des tissus. En 1857, elle épouse en premières noces le vicomte Pierre de Rémusat (1829-1862), fils de Charles de Rémusat. Veuve à 25 ans, elle se consacre aux autres et crée deux écoles gratuites pour filles dans la Haute-Garonne, à Lafitte-Vigordane et à Fabas.
Au cours de la guerre en 1870, elle fait de son hôtel un hôpital pour soldats blessés et  y rencontre le brillant chirurgien Odilon Lannelongue qu'elle épousera en 1876. Le docteur Lannelongue étant d'origine modeste, elle n'hésite pas à financer les projets de son nouvel époux, ce qui a pour effet de le propulser au sommet de la médecine française avec la création de deux hôpitaux et d'une spécialisation dans la chirurgie du cœur et du poumon. Elle hérite du château de Valmont en 1877.
Odilon et Marie n'eurent pas d'enfants.
Un peu dans l'ombre médiatique de son mari, elle meurt en 1906 dans son hôtel particulier du 1, rue François-Ier à Paris.
Le centre chirurgical Marie-Lannelongue au Plessis-Robinson a été nommé en sa mémoire.